# Annen
Annen is een dorp in het noorden van de gemeente Aa en Hunze in de Nederlandse provincie Drenthe. Het ligt halverwege de dorpen Zuidlaren en Gieten en is gelegen op de Hondsrug.

## Beschrijving
Het dorp heeft 3.605 inwoners (1 januari 2023). Tot de vorming van de gemeente Aa en Hunze in 1998, was het de hoofdplaats van de voormalige gemeente Anloo. 
Midden in de oude dorpskern ligt een grasbrink, wat kenmerkend is voor dorpen in de omgeving. De brink van Annen is de grootste grasbrink van Europa. Hunebed D9, een rijksmonument, ligt al lange tijd binnen de dorpskern.

## Voorzieningen
In Annen zijn diverse voorzieningen, zoals een zwembad, een winkelcentrum, voetbalclub VV Annen, sportclub SV Annen, handbalvereniging H.V.A., een manege en een schaatsbaan. 
Ook zijn er vier speeltuinen in dit dorp. Kort buiten de bebouwde kom ligt het nationaal park de Drentsche Aa.

## Erkenning
Op 15 juni 2013 is Annen verkozen tot het leukste dorp van Drenthe.

## Afkomstig uit Annen
- Hessel de Vries (1916-1959) - natuurkundige
- Betsy Torenbos (1969) - theatermaker
- Jordi Hoogstrate (1983) - profvoetballer voor FC Groningen, PSV en FC Emmen
- Roelof Schuiling (1854-1936) - leraar aardrijkskunde